# Perspektywa z jednym punktem zbiegu
Perspektywa z jednym punktem zbiegu – jest to najprostsza perspektywa linearna. Wszystkie linie równoległe do siebie, prostopadłe do płaszczyzny obrazu, wydają się zbiegać w jednym punkcie na horyzoncie.

Poniższy obraz J. M. Williama Turnera prezentuje perspektywę z co najmniej dwoma punktami zbieżności -
horyzont z drogą na obrazie zbiegają się (poza ramą obrazu) po obu stronach. Świadczy to o optycznej lub geometrycznej świadomości malarza. 

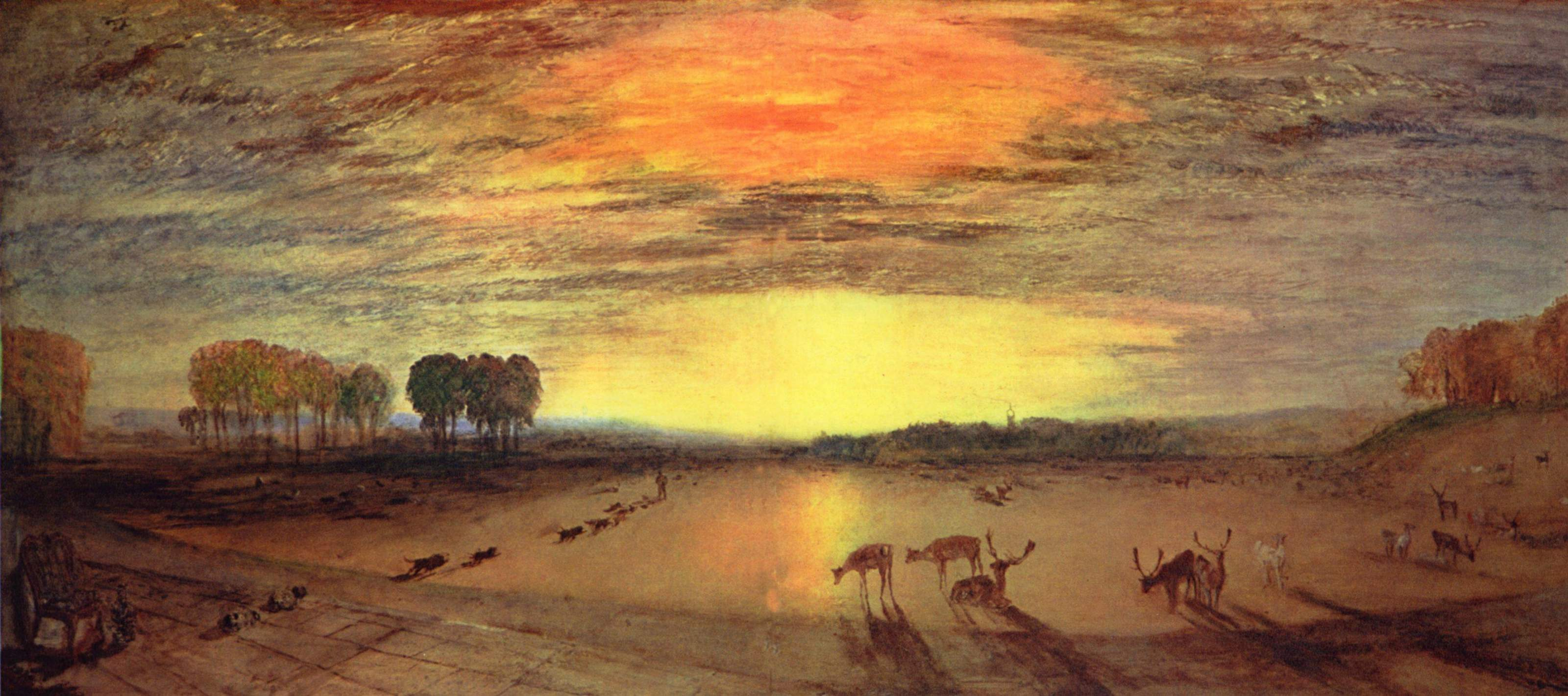
William Turner, Petworth Park, 1828, Tate Gallery Londyn

## Obrazy, w których zastosowano tę technikę
- J.M.W. Turner - Petworth Park, 1828
- Norman Foster - Szkic gmachu BBC
- Ben Johnson - Echo kroków we wspomnieniu pasażu, którym nie szliśmy, do drzwi, których nigdy nie otworzyliśmy, 1993
- Paolo Uccello - Potop, 1445
- Emanuel de Witte - Wnętrze z kobietą przy klawikordzie, 1665
- Giovanni Battista Tiepolo - Ustanowienie różańca, 1737-1739